# 耶律南仙
耶律南仙（11世纪？—1125年），西夏崇宗李乾顺的第一任皇后，原来是辽朝宗室女，封成安公主（西夏文：𗑙𘋮）。
乾统初年，西夏国王李乾顺多次请求辽朝下嫁公主。乾统五年（1105年）三月壬申，耶律南仙嫁李乾顺。李乾顺立耶律南仙为皇后。乾统八年（1108年）六月壬寅，李乾顺遣使告之辽朝，耶律南仙生子。元德七年（1125年），辽被金朝灭亡，耶律南仙知道后，悲痛万分。其子李仁爱也在这一年逝世，最终耶律南仙绝食自尽。